# Preis für Stadtbildpflege der Stadt München 2008
Zu dem Wettbewerb Denkmalschutz und Neues Bauen 2008 waren 24 Bewerbungen eingegangen. Eine Beschlussvorlage für die Sitzung des Ausschusses für Stadtplanung und Bauordnung des Münchner Stadtrats am 23. September 2009 sah vor, drei Teilnehmern den Preis für Stadtbildpflege der Stadt München zuzuerkennen und drei weiteren Teilnehmern eine lobende Erwähnung auszusprechen. Der Beschluss wurde jedoch vertagt. Erst in der Sitzung vom 14. Oktober 2009 fasste der Ausschuss einen Beschluss, der dem Antrag der Vorlage folgte. Verliehen wurde der Preis am 8. März 2010.

## Preisträger
| Bild | Adresse, Name                    | Stadtteil    | Baumaßnahme                           | Bauherr(en)                                | Architekt(en)                                                         | Baudenkmal                         | Anmerkungen |
| ---- | -------------------------------- | ------------ | ------------------------------------- | ------------------------------------------ | --------------------------------------------------------------------- | ---------------------------------- | --- |
|      | Alter Hof 5-6                    | Altstadt     | Neubau des Pfister- und Brunnenstocks | Bayer. Hausbau GmbH                        | Auer + Weber + Assoziierte München                                    | D-1-62-000-220 (Alter Hof)         | Ersatz für die in den 50er Jahren entstandenen Nachkriegszweckbauten, um die historische Gesamtanlage des Alten Hofs wieder besser zur Geltung zu bringen |
|      | Salvatorplatz 3 (Salvatorgarage) | Altstadt     | Aufstockung der Salvatorgarage        | SGG – Salvatorplatz Grundstücksges. mbH    | Studio für Architektur Peter Haimerl                                  | D-1-62-000-7901                    | zwei weitere Geschosse mit einer computer-generierten, filigranen Stahlblechstruktur aus 64 vorgehängten Fassadenelementen                                |
|      | Leo-Graetz-Straße 16             | Obersendling | Neubau eines dritten Sternhauses      | Siemens Wohnungsgesellschaft mbH & Co. OHG | Steidle Architekten Gesellschaft von Architekten und Stadtplanern mbH | D-1-62-000-7836 (Siemens-Siedlung) | Ergänzung der Siedlung um das zwar ursprünglich geplante, aber nicht verwirklichte dritte Hochhaus                                                        |

## Lobende Erwähnungen
| Bild | Adresse, Name         | Stadtteil   | Baumaßnahme                            | Bauherr(en)                         | Architekt(en)                     | Baudenkmal                        | Anmerkungen                                                                                               |
| ---- | --------------------- | ----------- | -------------------------------------- | ----------------------------------- | --------------------------------- | --------------------------------- | --- |
|      | Odeonsplatz 3 (Odeon) | Maxvorstadt | Hofüberdachung des ehemaligen Odeons   | Freistaat Bayern                    | Ackermann und Partner Architekten | D-1-62-000-4928                   | bikonvexe transparente Schale mit einem Gitterwerk aus dreieckigen Maschen                                |
|      | Steinstraße 48        | Haidhausen  | Neubau eines Wohngebäudes              | Bernau Dittrich GbR                 | Ackermann und Partner Architekten | E-1-62-000-48 (Ostbahnhofviertel) | Füllung einer Baulücke am Knick der Steinstraße zwischen denkmalgeschützten Nachbarbauten (Nr. 46 und 50) |
|      | Kaufingerstraße 15    | Altstadt    | Neubau eines Büro- und Geschäftshauses | Bayerische Immobilien GmbH & Co. KG | Hierl Architekten, Rudolf Hierl   | E-1-62-000-1 (Altstadt)           | städtebauliche Einbindung eines Neubaus in eine weitgehend denkmalgeschützte Umgebung                     |